# ТЕЦ „Брикел“
ТЕЦ „Брикел“ е топлоелектрическа централа в Южна България, разположена в землището на Гълъбово. Тя е част от комплекса „Марица-изток“ и е собственост на „Брикел“.
Тя е една от най-старите централи за производство на енергия от въглища в страната. Намира се край град Гълъбово, област Стара Загора. Използват се като гориво главно лигнити от „Мини Марица-изток“. В ТЕЦ „Брикел“ са инсталирани 6 парогенератора и 4 парни турбини с обща мощност 200 MW. Служи и за топлофикация на град Гълъбово.
Собствеността на ТЕЦ „Брикел“ се свързва с името на енергийния бизнесмен Христо Ковачки. В медийни публикаци и разследвания на неправителствени организации централата е свързана с множество обвинения в корупционни схеми и замърсяване на околната среда, както и с укриване на такси и потенциални вреди за здравето на хората в околността. 

## Характеристики
ТЕЦ „Брикел“ е оборудвана с 6 парогенератора с общ колектор и капацитет по 210 t/h, производство на котелния завод в Барнаул. Те захранват 4 турбоагрегата с номинална мощност по 50 MW, производство на Уралския турбинен завод в Свердловск.
През 1952 г. Министерски съвет на Народна Република България издава решението за разработването на въглищния басейн в района на Гълъбово и изграждане на рудник Трояново, ТЕЦ „Марица изток 1“ (предшественика на ТЕЦ „Брикел“) и фабриката за въглища. Строежът на ТЕЦ „Марица изток-1“ започва през 1959 г. като съвместен проект на съветската „Топлоенергопроект“ (гр. Москва) и българската „Енергопроект“ (гр. София)
В годините след своето създаване ТЕЦ „Марица изток 1“ работи с обща мощност 500 MW. Впоследвствие през 1988–1990 г. е преустановена експлоатацията на кондензационната част и са демонтирани четирите парогенератора ПК-38-1, двете турбини К-150-130, както и осем броя сушилни установки. Така общата мощност, е намалена с 60% и едва 200 MW остават в употреба.

## История
Електроцентралата е първата в комплекса „Марица-изток“. Тя е пусната в експлоатация поетапно през 1960 – 1963 година, като първият турбоагрегат заработва на 27 септември 1960 година.
При пуска на последните два блока на централата през 1963 година в кабелните им тунели избухва силен пожар, който предизвиква тежки щети. На 5 октомври 1974 година в силна експлозия на въглищен прах в главния корпус води до големи разрушения и жертви. През 1977 година срив в енергопреносната система, който прекъсва електрозахранването за собствени нужди, предизвиква нова авария в централата, тъй като аварийните маслени помпи на част от турбоагрегатите са оставени без акумулаторно захранване и не заработват.
В първоначалната схема на централата въглищата се сушат, за да се повиши калоричността им, в специални инсталации, използващи газ, извличан от самите въглища. Впоследствие тези инсталации са спрени и демонтирани, и централата използва обогатено гориво, произвеждано в сушилните на съседната Брикетна фабрика. Заради технологичната си обвързаност през 2000 година двете предприятия са обединени в „Брикел“.
Първоначално централата включва 4 турбоагрегата с обща мощност 200 MW и 2 дубъл блока с обща мощност 300 MW, съчетаващи турбоагрегат с два допълнителни правотокови парогенератора. Правотоковите котли дават възможност за бърза реакция при денонощното понижаване на товара в енергийната система.
Проведена през лятото на 1988 година проверка на 225 предприятия в цялата страна с рискови и вредни условия на труд поставят на първо място двата дубъл блока на ТЕЦ „Първа комсомолска“ и е решено те да бъдат спрени до 15 август същата година. Въпреки това те са изведени в експлоатация съответно през 1989 и 1991 година.
От 90-те години се планира спирането и на останалата част от електроцентралата заради невъзможността тя да се приведе към повишаващите се изисквания за опазване на околната среда. Като заместваща мощност през 1999 година мястото на спрените два блока започва изграждането на нови мощности(стр.6) – ТЕЦ „Ей И Ес Марица Изток I“, пусната в експлоатация през 2011 година.
Спирането на централата е отлагано многократно по различни причини и към 2022 година тя продължава да работи. За тази цел тя използва и предвидени в закона преференции за отоплителни централи, тъй като се използва и за топлофикация в Гълъбово.
Към 2022 г. фирмата собственик на ТЕЦ „Брикел“ е „БРИКЕЛ“ ЕАД. Компанията съществува юридически от 30.06.2000 г., а през 2004 г. след извършена приватизация „БРИКЕЛ“ ЕАД става 100% собственост на фирма “Калиста 2004” ЕООД, гр. София. Собствеността на ТЕЦ „Брикел“ към момента, макар и през трети лица и офшорни компании, е свързвана с името на енергийния бизнесмен и магнат Христо Ковачки.
През годините за дейността на ТЕЦ „Брикел“ са повдигани многобройни въпроси, както от граждани на Гълъбово и околните села, така и от органи на Европейския съюз. към ръководството на ТЕЦ „Брикел“ и към България. Те са във връзка със системното замърсяване на въздуха и обгазяване на района – превишаване на допустимото количество фини прахови частици, серен диоксид и пр.

## Производителна мощност

### Електропроизводство
Според официалния сайт на дружеството „БРИКЕЛ“ ЕАД декларира следните функциониращи електропроизводствени съоръжения:
- шест барабанни парогенератора, производство на Барнаулския котлостроителен завод;
- четири турбини, произведени от Турбомоторния завод в гр. Екатерининбург.[16]

Шестте парогенератора са тип БКЗ-210-140-ФВ – барабанни и с естествена циркулация и двустранно отвеждане на димните газове. Проектирани са за изгаряне на нискокалорични лигнитни въглища с калоричност 2200 ксаl/кg.
Четирите турбини са тип ВПТ-50-4 – активни с номинална мощност 50 MW при 3000 оборота в минута, с производствен и два отоплителни пароотбори.
Генераторите са тип ТВ-60-2 с номинална мошност 60 МW и напрежение 6 кV. Произведени са в завод „Електросила“, Санкт Петербург.
Силовите трансформатори са двунамотъчни. Разположени са в открита разпределителна уредба (ОРУ–110кV). От тази уредба става изнасянето на производствена електроенергия за подстанция “Марица-изток” в град Гълъбово и за рудник “Трояново-3”. Турбогенератори 1 и 2 са двата захранващи източника на Главната разпределителна уредба (ГРУ–6кV). От разпределителната уредба ГРУ се захранват други големи местни потребители на електроенергия като Базата за ремонт на електрооборудване (град Гълъбово) и помпената станция на ТЕЦ “Марица изток-3”. Управлението и контролът на електрическите съоръжения се осъществяват от командна зала, разположена в сградата на ГРУ на територията на ОРУ.

### Топлофикация
Топлофикацията към “БРИКЕЛ” ЕАД е изградена през 1989 г. и влиза в експлоатация през 1990 г.
Към 21 декември 2021 г. „Топлофикация“ към ТЕЦ „Брикел“ разполага с инсталирана мощност 30 МWh. Топлофикационната част на централата се състои от два промишлени отоплителни пароотбора предназначени за нуждите на "Брикетопроизводство" за производството на брикети и за отопление на град Гълъбово. Номиналния промишлен пароотбор е 118 т/ч. Към декември 2015 г. в експлоатация  са 2086 броя абонатни станции. От тях 2007 броя се използват за частни абонати 2007, 58 за стопански предприятия и фирми, а 21 за бюджетни предприятия. Дължината на топлофикационното трасе е 19 400 метра.

### Брикетопроизводство
Фабриката за производство на брикети към ТЕЦ „Брикел“ е най-старата и единствена подобна фабрика на Балканския полуостров. Строителството ѝ е започнато през далечната 1958 г. и е завършено на два етапа, а пускането на фабриката в експлоатация е осъществено с помощта на немски специалисти.
На 17 октомври 1961 г. фабриката е пусната в редовна експлоатация с производствена мощност 600 000 тона годишно, а през 1969 г. е завършен вторият етап от строителните и третия етап от монтажните дейности, с което е изпълнен целият проект на фабриката с производствена мощност 1 600 000 тона брикети.
Към 2022 г. функционират 3 цеха, през които преминават брикетите – „Подготвителен“, „Основно производство“ и „Технологично транспортен“. „БРИКЕЛ” ЕАД е единственото предприятие в България, което произвежда брикети.

## Противоречия

### Съмнения относно собствеността
Легитимността на собствеността на ТЕЦ „БРИКЕЛ“ е обект на множество съмнения. На 30 юни 2000 г. е юридически учредено дружеството „БРИКЕЛ“ ЕАД, след като „Брикетна фабрика“ и ТЕЦ „Марица изток-1“ се сливат. 100% от акциите на „БРИКЕЛ“ ЕАД през 2004 г. биват изкупени от фирмата „Калиста – 2004“ ЕООД за 29,2 млн. лева. Фирмата е собственост на Ива Цветкова (тогава на 21 години) и е регистрирана ул. „3020“ №34 в Индустриална зона „Орион“ в София, подобно на много други дружества, свързвани с Христо Ковачки.
При сключването на сделката според договора инвеститорът е длъжен да изпълни добросъвестно поетите „ангажименти и ограничения в експлоатацията на съществуващите мощности в рамките на 20 000 работни часа, считано след 31.12.2007 г.“. Разрешението се отнася за периода 2008–2011 г.
Към днешна дата след редица трансфери според последните достъпни доклади номиналният официален собственик на „БРИКЕЛ“ ЕАД е 81-годишен британец на име Дейвид Фордхам, който освен това заема директорски постове в още седем други британски компании. Други източници посочват името Рой Кенеди, отново британец. Макар и собствеността на ТЕЦ-а да остава неясна, бизнесменът Христо Ковачки често присъства на управленски срещи на най-високо ниво, въпреки че е представян единствено като консултант на дружеството.

### Правителства на „Борисов 1 – 3“ (2009 – 2020)
Въпреки заложените клаузи в договора от 2004 г. към 2010 г. от администрацията на „БРИКЕЛ“ ЕАД не са предприели никакви мерки за затварянето на ТЕЦ „Брикел“. През октомври същата година работници от предприятието излизат на протест срещу спирането на теца. и от КНСБ настояват за 18 месеца отсрочка, през които да бъде построена инсталация за очистване на серния диоксид от отпадните газове. Това бива предложено въпреки информацията от Христо Ковачки, че подобно съоръжение няма да бъде изградено.
Дни по-късно обаче самият Ковачки настоява за такава отсрочка, като обещава инвестиция в сероочистваща инсталация пред министрите на околната среда Нона Караджова и на енергетиката Трайчо Трайков. През зимния сезон предприятието работи със сероочистка назаем от ТЕЦ „Сливен“, определена от Караджова като „самоделка“. Така правителството дава разрешение на ТЕЦ-а да работи на минимални мощности за отоплителния сезон 2010 – 2011 г. поради опасения от недостиг на топлоенергия.
През март 2011 г., месец преди крайния срок за спиране на мощностите на ТЕЦ „Брикел“, от „БРИКЕЛ“ ЕАД внасят в Изпълнителната агенция по околната среда заявление за издаване на комплексно разрешително, за да може да възстанови дейността си. В крайна сметка в разрез със сключените до момента договори разрешението за удължаване на дейността на ТЕЦ „Брикел“ бива дадено.
Непосредствено след издаването на разрешителното собствеността на „БРИКЕЛ“ ЕАД и на още няколко предприятия от енергийния сектор, свързани с името на Христо Ковачки, минава в частни офшорни фирми на Сейшелските острови. с позволението на Комисията за защита на конкуренцията. Впоследствие (след приемането през 2014 г. на Закона за икономическите и финансовите взаимоотношения с дружества, регистрирани в юрисдикции с преференциален данъчен режим и техните действителни собственици) споменатите предприятия, сред които и „БРИКЕЛ“ ЕАД, сменят за пореден път собствеността си. Този път фирмите са регистрирани на адреси във Великобритания и Кипър.
През 2015 г. разследващи журналисти от „Биволъ“ публикуват публикация, според която към 2014 г. енергийните компании на Ковачки, сред които и „БРИКЕЛ“ ЕАД, са натрупали над 335 милиона лева дългове към Първа инвестиционна банка (ПИБ) за изминалото десетилетие.
От ПИБ отричат да са отпускали кредити към компании, чийто краен собственик да е Христо Ковачки. Допускат обаче възможността част от активите на Ковачки да са били използвани за покриването на заеми към трети лица.
През 2017 г. Изпълнителната агенция по околната  среда издава поредното разрешително за функциониране на ТЕЦ-а, като пренебрегва новите и по-строги регулации и въпреки че условията за работа не са покрити дори по предишните стандарти. През 2018 г. от „Грийнпийс България“ публикуват доклад „Финансовите мини на „Ковачки“, където освен  с ТЕЦ „Брикел“ се разглежда цялата мрежа от предприятия, свързвани с името на енергийния бизнесмен. Акцентира се върху загубите и дълговете на фирмите – икономическите затруднения, които те носят на България и на данъкоплатците, но и върху социалните проблеми – многократните инциденти (вкл. в ТЕЦ „Брикел“ през февруари 2017 г., когато един работник загива, а други четирима са наранени) и забавянето с изплащане на така или иначе ниските заплати. Въпреки това ТЕЦ „Брикел“ продължава работата си, както и да замърсява въздуха в района на Гълъбово, а от второто и третото правителство на Борисов не предприемат никакви реални мерки.

### Правителство „Петков“ (2022)
На 19 юли 2022 г. премиерът в оставка Кирил Петков прави изненадващо посещение на ТЕЦ „Брикел“ заедно с министъра на околната среда и водите Борислав Сандов и екип за инспекция. Това става на фона на зачестилите сигнали от граждани и неправителствени организации за системното замърсяване на въздуха над Гълъбово и района, както и на присъдата от Съда на ЕС срещу България от май 2022 г. във връзка със замърсяването на въздуха в Югоизточна България.
„Екипът, който проверяваше и прекара два часа на обекта, се почувства зле само след два часа. Не мога да повярвам, че в такива условия работят български граждани, и ще чакам в най-къс срок всички институции да ми дадат доклад, за да видим какви да бъдат следващите стъпки във връзка с това невероятно замърсяване, което се случва ежедневно на този обект“, заявява Кирил Петков.
Малко след изненадващата проверка премиерът в оставка повдига още веднъж въпроса за собствеността на ТЕЦ „Брикел“, възлагайки дори на ДАНС да направи проучване. Изпълнителният директор на предприятието Янилин Павлов отговаря няколко дни по-късно, че това, кой е собственикът на предприятието, не е от значение, а Ковачки е единствено консултант в „БРИКЕЛ“ ЕАД. През август 2022 г. обвиненията и заповедта за затваряне на ТЕЦ „Брикел“, издадена на 29.07.2022 г. от Борислав Сандов, биват последователно отхвърлени от Съда в Стара Загора и Върховния административен съд (ВАС).
Предприятието продължава да функционира, а резултати от проверката на ДАНС относно собствеността на предприятието към ноември 2022 г. няма.

### Други разследвания
През септември 2022 г. служебното правителство на Гълъб Донев заплашва за пореден път със затварянето на ТЕЦ „Брикел“ и ТЕЦ „Марица изток-3“, освен ако не бъде представен план за намаляване замърсяването на въздуха. На среща между управлението и администрацията на ТЕЦ-овете, проведена на 23. септември, присъстват служебните министри на енергетиката Росен Христов и на околната среда Росица Карамфилова, както и соченият като консултант Христо Ковачки. Ръководствата на „Брикел“ и „Марица изток-3“ предлагат мерки, чрез които да намалят емисиите на фини прахови частици и серен диоксид във въздуха. Така окончателно решение за тяхното затваряне отново не бива взето.
Подадени са многобройни сигнали от граждани и организации, сред които и „Грийнпийс България“. Въпреки това замърсяване над нормите за пореден път не е отчетено от властите. ТЕЦ „Брикел“ обаче преустановява работа в началото на следващата седмица в очакване на допълнителни проверки.
В началото 2023 г. Екологично сдружение „За Земята” издава доклад, който разследва несъответствията на данни за замърсяването с въглероден диоксид в ТЕЦ „Брикел” и останалите електроцентрали свързани с Христо Ковачки. Докладът показва, че през период между 2017 г. и 2021 г. централите систематично занижават предадените данни за замърсяване на въздуха, въпреки че произведените там парниковите газове са над приетите норми. Това замаскиране на данни води до неотчитане на общо 1 957 682 тона въглероден диоксид и избягване на въглеродни квоти в размер над 146 млн. лв. Тази сума облагодетелства собствениците на електроцентралите свързвани с кръга „Ковачки”.

## Замърсяване на въздуха
Между 2007 и 2018 г. ТЕЦ „Брикел“ е едно от предприятията, които замърсяват най-интензивно въздуха над Югоизточна България. Със своята ТЕЦ-ът активно допринася за мръсния въздух не само над Гълъбово и околните села, но и над целия район, както и за системните превишения на нормите, заложени от ЕС. Въз основа на нарушенията на дневната и почасовата норма за серен диоксид и фини прахови частици България бива осъдена през май 2022 г. от Съда на ЕС.
Съществуват съмнения и за автентичността на данните за отделените емисии, които ТЕЦ „Брикел“ и ТЕЦ „Бобов дол“ декларират през годините. През ранната 2019 г. и двете предприятия сменят компанията, която прави по тяхна поръчка проверки за екологичния отпечатък, с друг екологичен отидор. Новата компания е GMI Verify и е създадена едва през август 2018 г. от 27-годишната Габриела Илиева (за която няма каквито и да е доказателства да се е занимавала с екологични проверки преди това). Въпреки това фирмата печели договори за екологични проверки на поне 12 ТЕЦ-а в България за по-малко от година, включително и на ТЕЦ „Брикел“. Всички тези ТЕЦ-ове могат да бъдат свързани с името на Христо Ковачки.

Друго противоречиво действие на ТЕЦ „Брикел“ е нерегламентираното и неразрешено изгаряне на отпадъци и биомаса от 2018 до 2020 г., чрез което цели не толкова да се представи като екосъобразно предприятие, а да облекчи част от разходите във връзка с въглеродните емисии. При все че разрешение за горене на биомаса е получено едва през октомври 2021 г., топлоелектроцентралата в годишните си доклади декларира изгарянето на над 220 000 тона биомаса през 2018 г., 276 000 тона през 2019 г., 386 000 тона през 2020 г. и близо 370 000 тона през 2021 г.

## Гражданско недоволство
ТЕЦ „Брикел“ години наред е бил причина за недоволство, протести и сигнали до властите от гражданите в Гълъбово. По техни разкази, когато ТЕЦ-ът работи, дворовете, автомобилите и стените на къщите (дори стените на стаите, ако прозорците са оставени отворени) почерняват от сажди, а въздухът става труден за дишане заради въглищния прах. Европейски експерти оценяват вредните странични ефекти върху здравето на хората и качеството на околната среда от дейността на „Брикел“ между 0,6 и 1,5 млрд. лв. годишно. На 13 септември 2022 г. граждани на Гълъбово и други села в района, подкрепени от доброволци на „Грийнпийс България“ и представители на „Зелено движение“, излизат на протест срещу системното замърсяване на въздуха от ТЕЦ „Брикел“. Според тях инсталациите на ТЕЦ-а, пуснати в експлоатация през далечната 1962 г., са остарели. Те настояват ТЕЦ "Брикел" да бъде затворен до модернизирането и изграждането на нови съоръжения, за да се осигури чист въздух и околна среда на хилядите хора в региона.